# Iglesia de la Transfiguración (Starocherkásskaya)
La iglesia de la Transfiguración (en ruso: Преображенская (Ратная) церковь) es un templo ortodoxo ruso en la ciudad de Starocherkásskaya del óblast de Rostov, Rusia. Se trata de uno de los monumentos arquitectónicos de la stanitsa de Starocherkásskaya y es la primera iglesia de piedra construida ahí.   

## Historia
La iglesia de la Transfiguración se encuentra junto a un cementerio militar, construido entre los siglos XVII y XX. El segundo nombre de la iglesia, Ratnaya, está relacionado con el barrio de Ratny, que durante mucho tiempo fue un lugar de concentración de los ejércitos cosacos. Según fuentes históricas, en 1673, en las colinas al norte de Cherkassk, se construyó una ciudad con una población de aproximadamente 6.000 personas. El motivo de la fundación de la ciudad fue la alianza de los cosacos del Don y Rusia en su lucha contra los turcos en Azov. La iglesia de Ratnaya, dedicada a San Elías, fue construida en 1701. La finalización de la construcción está indicada en una petición de los cosacos del Don al zar Pedro I, en la que los cosacos pidieron que se enviaran algunos sacerdotes. Los archivos locales indican que la iglesia era de madera a partir de 1718. Desde 1735, la iglesia está marcada en los mapas de Cherkassk. Por decreto de Isabel I de Rusia del 31 de mayo de 1744, en Cherkassk comenzó la construcción de una iglesia de piedra. El campanario fue construido en 1751. Durante la construcción se trajeron 3276 kg de cobre y estaño para la producción de campanas.  
La iglesia según algunas fuentes, se quemó el 12 de agosto de 1744. En 1748 hubo otro incendio, y en 1781 la iglesia fue restaurada por los mismos maestros moscovitas que construyeron el campanario de la catedral de la Resurrección.
El templo se inundó en 1917. Durante el periodo soviético, fue cerrada en los años 30 y abandonada en 1980. Los trabajos de restauración se llevaron a cabo en la década de 1990 y en 2005.

## Arquitectura
El interior fue remodelado en 1794-1795 por el arquitecto A. Assadchenkov, aunque no se ha conservado.

## Galería

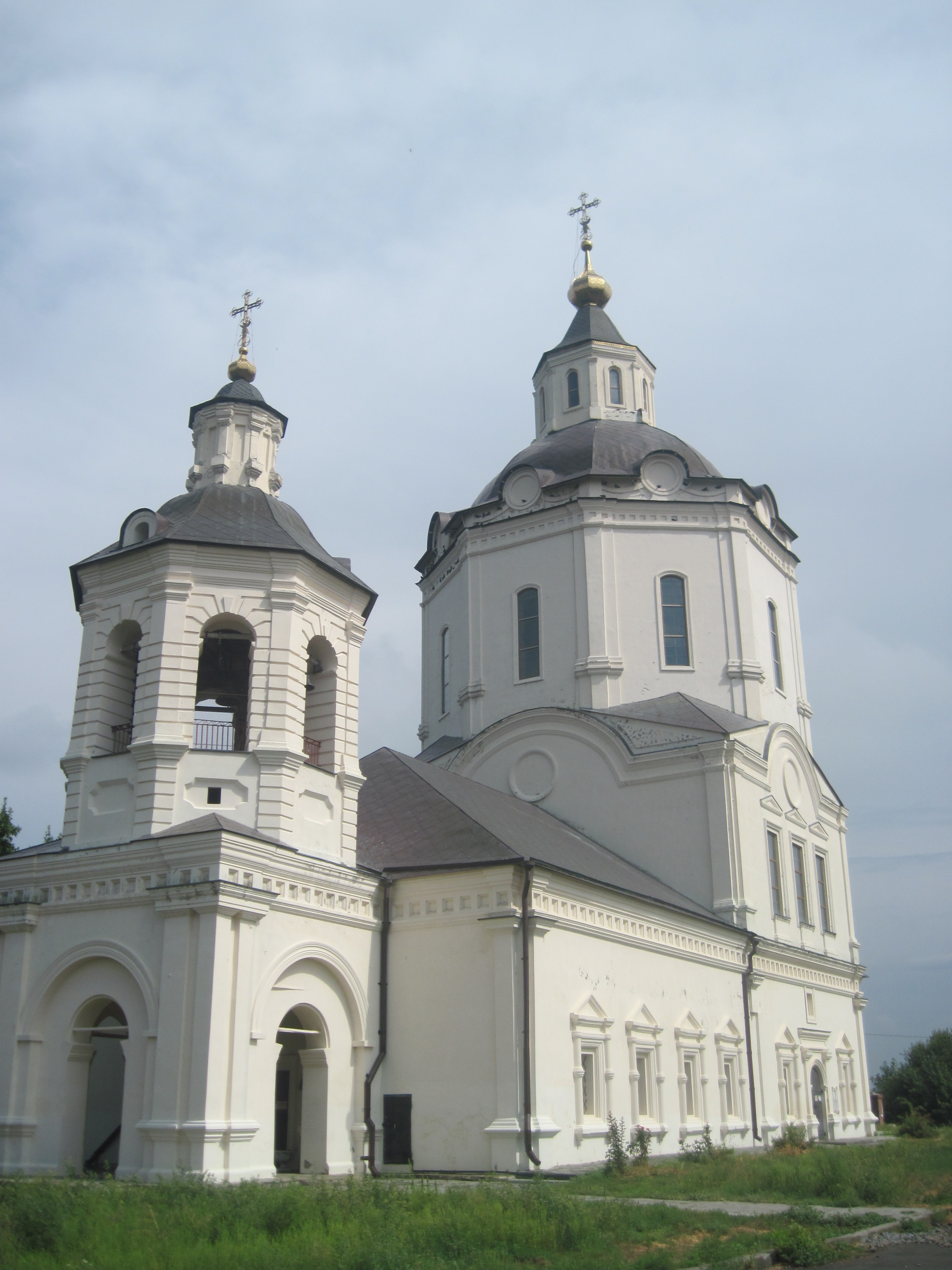
Iglesia y campanario
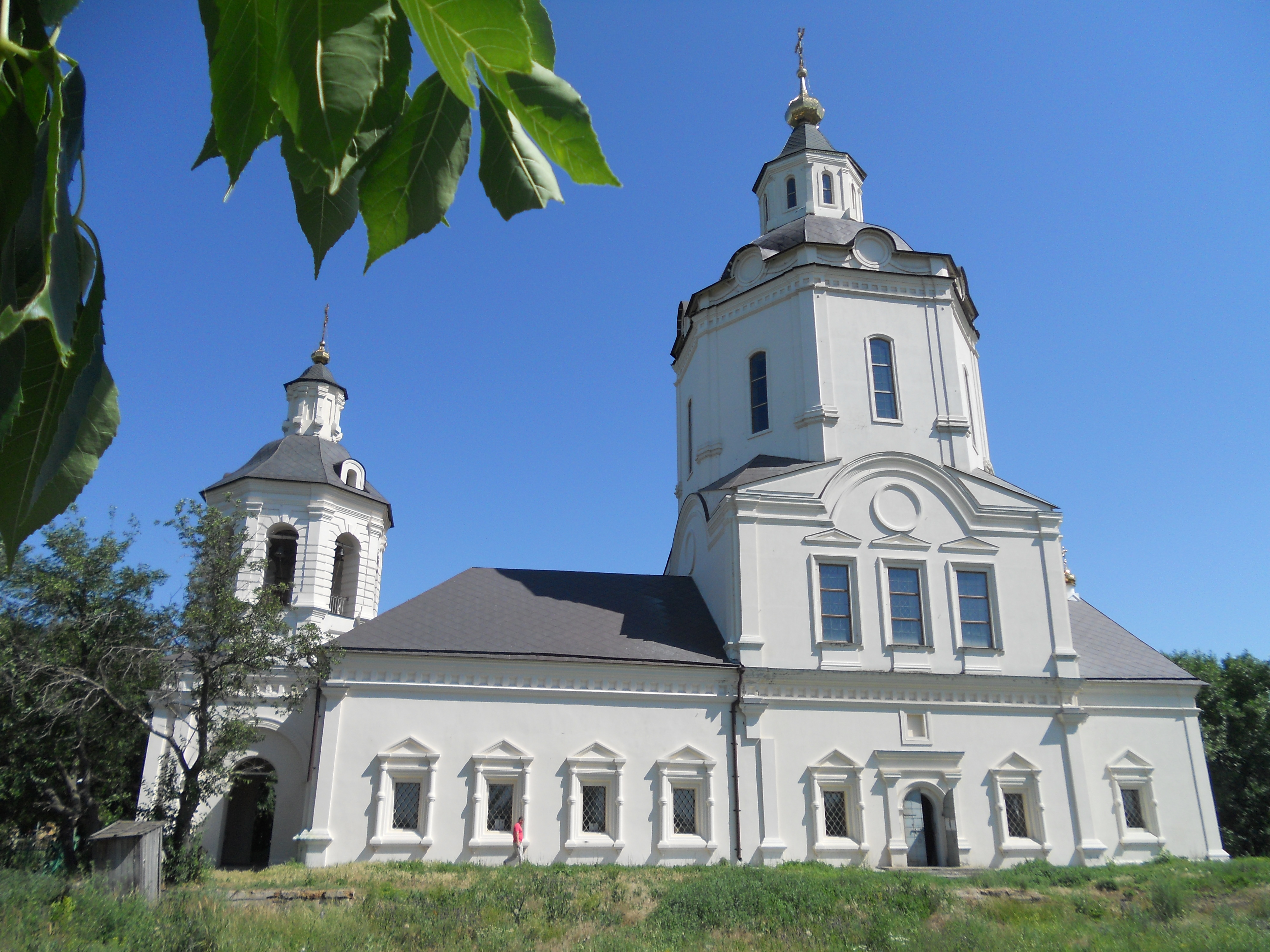
Lateral
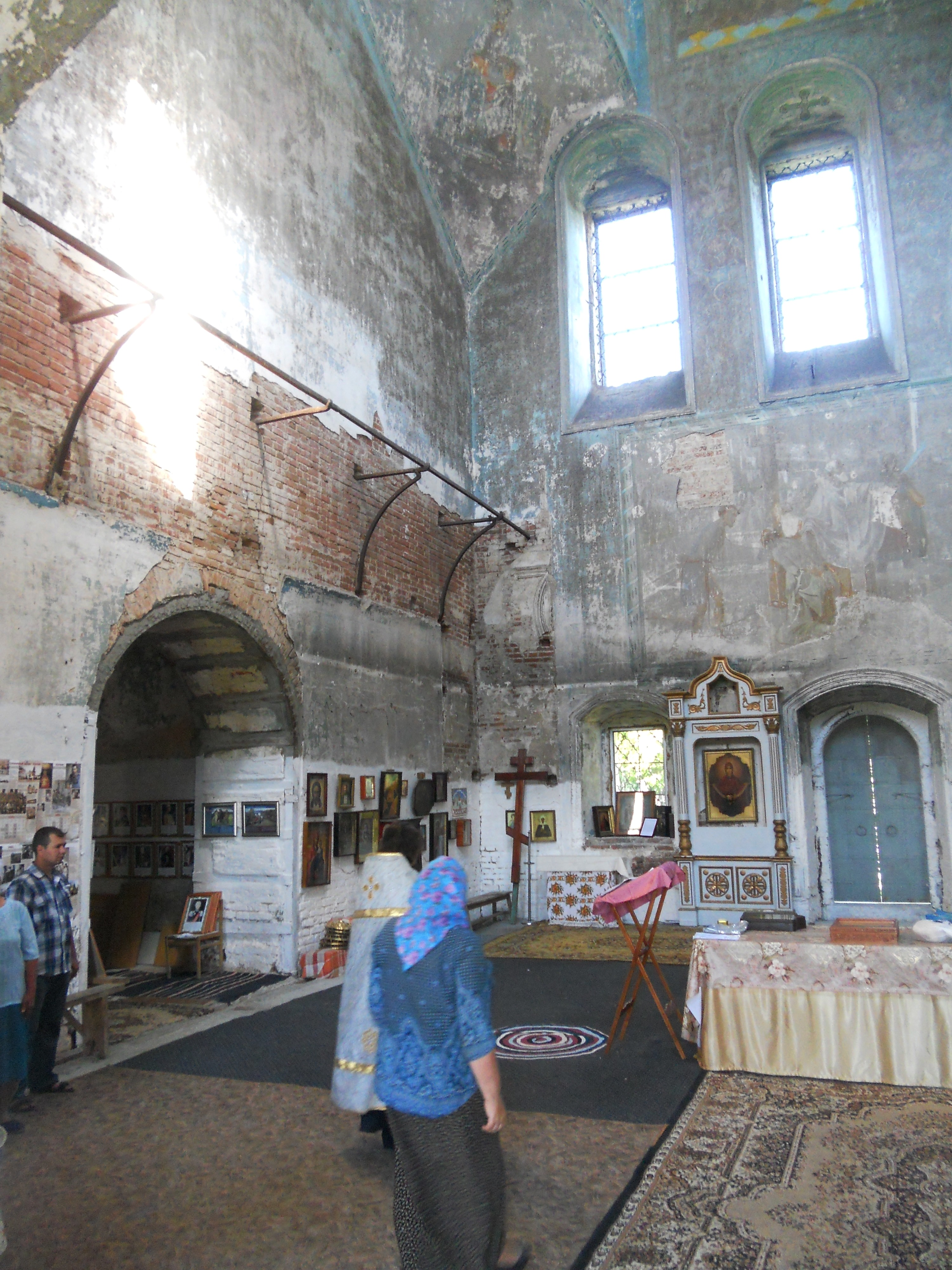
Interior del templo